# Skeleton aux Jeux olympiques de 1928
Navigation
Saint-Moritz 1948
Skeleton aux Jeux olympiques de 1928
| Épreuves              | Or              | Argent      | Bronze         |
| Individuel:17 février | Jennison Heaton | John Heaton | David Carnegie |

## Résultats
skeleton H 
| Place | Nation      | Athlète             | Temps total  |
| ----- | ----------- | ------------------- | ------------ |
| 1er   | États-Unis  | Jennison Heaton     | 3 min 01 s 8 |
| 2e    | États-Unis  | John Heaton         | 3 min 02 s 8 |
| 3e    | Royaume-Uni | David Carnegie      | 3 min 05 s 1 |
| 4e    | Italie      | Agostino Lanfranchi | 3 min 08 s 7 |
| 5e    | Suisse      | A.Berner            | 3 min 08 s 8 |
| 6e    | Autriche    | Franz Unterlechner  | 3 min 13 s 5 |
| 7e    | Italie      | A.del Torso         | 3 min 14 s 9 |
| 8e    | Autriche    | L.Hasenknopf        | 3 min 36 s 7 |

## Médailles
| Place | Nation      |   |   |   | Total |
| ----- | ----------- | - | - | - | ----- |
| 1     | États-Unis  | 1 | 1 | 0 | 2     |
| 2     | Royaume-Uni | 0 | 0 | 1 | 1     |